# Neoscona menghaiensis
Neoscona menghaiensis là một loài nhện trong họ Araneidae.
Loài này thuộc chi Neoscona. Neoscona menghaiensis được miêu tả năm 1990 bởi Chang-Min Yin et al..